# 김동건 (신학자)

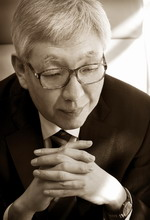
김동건 교수

김동건(Dong-Kun Kim, 1959년~ )은 신학 교수이며 대한민국을 대표하는 개신교 신학자이다.

## 학력 및 활동
- 1959년 대구에서 출생.
- 영남대학교 졸업 (B.A.).
- 장로회신학대학교 신학대학원 졸업 (M.Div.).
- 영국 Edinburgh University 신학부 석사 (Th.M.).
- 영국 Edinburgh University 신학부 박사 (Ph.D.).
- 학위 논문: "The Significance of the Historical Jesus in Contemporary Christologies: European, Latin American, Asian”.
- 현재 영남신학대학교 신학과 교수.

1992년, 영국에서 박사학위를 취득한 후 한국으로 돌아와서, 1992년 9월부터 장로회신학대학교와 영남신학대학교에서 강의를 시작했다.

1993년, 영남신학대학교에 전임교수로 부임하였다.

1993년, 영남신학대학교의 제자들을 중심으로 아신신학연구소(https://web.archive.org/web/20191210203611/http://astsi.org/, 구 ‘신학연구회’)를 설립하였다. 김동건은 ‘성경중심’, ‘개혁신학’, ‘예언자적 정신’이라는 세 가지 지표를 가지고 신학운동을 전개하고 있다. 그는 현대신학, 기독론, 성령론, 신학의 미래, 신앙과 역사 등에 관심을 가지고 있다. 특히 좋은 제자를 양육해서 하나님 나라를 위해 기여하는 것이 꿈이다. 또한 역사 속에서 신학과 교회의 역할이 무엇인지에 대해 고심하며, 한국교회를 새롭게 할 대안 제시를 평생의 과제로 여긴다.

2000년, 유럽에서 젊은 신학자들 대상으로 선정한, “21세기에 주목해야 할 신학자”에 한국 신학자로는 유일하게 선정되었다.

2002년, 영문 저서 Jesus: From Bultmann to the Third World가 스위스 베른의 Peter Lang 출판사에서 출판되어 주목을 받았다.

2009년, 『현대신학의 흐름: 종교개혁에서 틸리히까지』(대한기독교서회, 2008)가 문화체육관광부 우수학술 도서에 선정되었다.

2013년, 국민일보에 기독교의 중요 주제(성경론, 신론. 그리스도론, 성령론, 구원론, 교회론, 기독교 윤리, 기독교의 미래, 종말론 등)를 1년간 52회에 걸쳐 연재하였다.

2017년, 그동안 저술한 저서의 누적 판매가 15만권을 돌파하였다.

2018년, 『김동건의 신학이야기: 모든 사람에게』가 러시아어로 번역되었다.

2019년, The Future of Christology: Jesus Christ for a Global Age가 미국의 Lexington Books/Fortress Academic 출판사에서 출판되었다. 이 책에 대해 국민일보(2019년 8월 19일)는 우주적 그리스도와 역사적 예수를 조화롭게 보는 새로운 유형을 제시한 것을 높게 평가했다. 본 기사는, 김동건이 주장한 그리스도론의 새로운 해석이 가지는 독창성과 의의를 외국 교수들의 평가를 통해 소개했으며, 한국교회에 미치는 의미에 대해서는 대한기독교서회의 대표 서진한의 “한국기독교 130여년 역사의 신학적 열매라 평가한다.”라는 말로 극찬하였다.

2019년, 『그리스도론의 역사: 고대교부에서 현대 신학자까지』(대한기독교서회, 2018)가 세종도서 우수학술 도서에 선정되었다.

2020년,  The Future of Christology가 21세기의 첫 20년(2001-2020)을 대표하는 신학책 16권에 유일한 아시아인 신학자의 책으로 선정되었다. 2020년 11월 18-25에  Christ Among the Disciplines의 주최로 “2020 그리스도론 콘퍼런스”(Christology Conference 2020)가 열렸다. 여기에는 저자로 선정된 16명과 함께, 신학, 철학, 성서학 분야의 세계적인 석학 80여 명이 모여 토론했다.

2023년, 『창조 섭리 타락 계시』(대한기독교서회, 2023)가 세종도서 우수학술 도서에 선정되었다.

## 저서/편저
- 루터를 생각하며: 루터와 시대정신 (편, 도서출판 한들, 1996).
- 신학의 전망: 21세기를 맞으며 (편, 한국장로교 출판사, 1999).
- Jesus: From Bultmann to the Third World (Peter Lang, 2002)
- 빛 색깔 공기: 우리가 죽음을 대할 때 (대한기독교서회, 2002; 개정판 홍성사, 2006; 수정판 대한기독교서회, 2013).
- 신학이 있는 묵상1- 기초: 신앙, 운명, 희망 (대한기독교서회, 2006).
- 21세기 신학의 과제 (편, 대한기독교서회, 2006).
- 신학이 있는 묵상2- 교리1: 성령, 은사, 하나님의 나라 (대한기독교서회, 2008).
- 현대신학의 흐름: 종교개혁에서 틸리히까지 (대한기독교서회, 2008).
- 신학이 있는 묵상3- 교리2: 예수, 세례, 구원 (대한기독교서회, 2009).
- 신학이란 무엇인가: 구약학에서 신학의 조망까지 (편, 대한기독교서회, 2010).
- 현대인을 위한 신학강의: 12개의 주제 (대한기독교서회, 2011).
- 신학이 있는 묵상4- 교리3: 교회, 인간, 종말 (대한기독교서회, 2011).
- 신학이 있는 묵상5- 신앙생활: 예배, 기도, 삶 (대한기독교서회, 2013).
- 김동건의 신학이야기: 모든 사람에게 (대한기독교서회, 2014).
- 예수: 선포와 독특성 (대한기독교서회, 2018).
- 그리스도론의 역사: 고대교부에서 현대 신학자까지 (대한기독교서회, 2018).
- 그리스도는 누구인가: 시대가 묻고 신학이 답하다 (대한기독교서회, 2019).
- The Future of Christology: Jesus Christ for a Global Age (Lexington Books/Fortress Press, 2019).
- 그리스도론의 미래: 글로벌 시대의 예수 그리스도 (대한기독교서회, 2020).
- 예수: 불트만에서 제3세계까지 (대한기독교서회, 2022).
- 창조 섭리 타락 계시 (대한기독교서회, 2023).

## 역서
- 이사야 (두란노, 1988).
- 복음서와 예수 (대한기독교서회, 1996).
- 자연신학 (한국장로교출판사, 1997).
- 신학과 정치 (한국장로교출판사, 1999).
- 자연신학 (대한기독교서회, 2021) 한글 개정판.